# Візажист

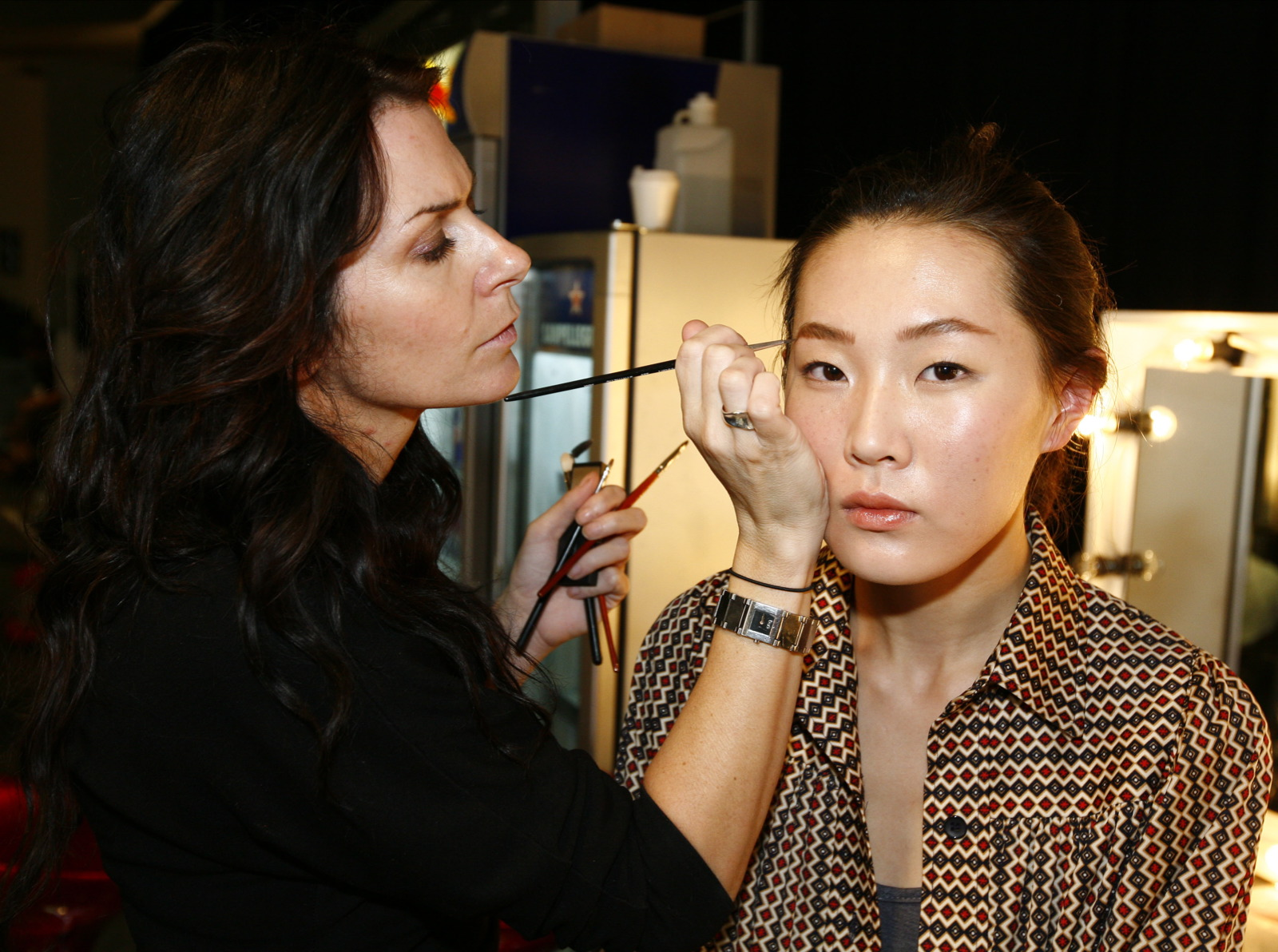
Візажист накладає макіяж

Візажи́ст (від фр. Visage — «особа, вигляд, образ, вид») — фахівець в області макіяжу, створення образу за допомогою засобів мистецтва макіяжу.
Візажист-стиліст — робота з особою з метою пошуку та надання певного образу.
Візажист-косметолог — фахівець, який визначає і підбирає відповідний тип косметики, що усуває видимі (нехірургічні) дефекти, що здійснює виготовлення індивідуальних косметичних засобів і т. д.
Існує кілька напрямків макіяжу — краса, мода, тіло, обличчя.
За технікою макіяж розподіляється на умовні групи:
- Класичний — використовують для створення природнього образу, застосовують у модній індустрії, глянцевих виданнях, фільмах і на телебаченні.
- Театральний — використовують для створення акцентованого образу з підкресленням міміки.
- Накладний — використовують для спотворення образу.